# Sejad Halilović
Sejad Halilović (Klokotnica, BIH, 16. ožujka 1969.), nogometni trener i bivši hrvatski i bosanskohercegovački nogometni reprezentativac.  

## Igračka karijera

### Klupska karijera
Jedan od najboljih igrača Dinama iz Zagreba (tada HAŠK Građanski i Croatia), početkom 90-ih godina 20. stoljeća. Sa zagrebačkim Dinamom je osvojio hrvatsko prvenstvo 1992./93. i kup 1993./94. Nakon toga igrao je za španjolski Real Valladolid, te po nekoliko izraelskih, turskih i slovenskih klubova. U međuvremenu nastupao je i za NK Osijek 2001. godine, te HNK Rijeku u sezoni 2002./03.

### Reprezentativna karijera
Nastupao je za Hrvatsku, jednom (1994.), te za Bosnu i Hercegovinu, 15 puta (1996. – 2000.). Za reprezentaciju Hrvatske je nastupio na prijateljskoj utakmici protiv reprezentacije Izraela, u Tel Avivu, 17. kolovoza 1994., (0:4). Za reprezentaciju Bosne i Hercegovine prvi put je nastupio u kvalifikacijskoj utakmici za odlazak na Svjetsko prvenstvo u nogometu u Francuskoj 1998. godine protiv reprezentacije Hrvatske, u Bologni, 8. listopada 1996. godine, (1:4) a posljednji put u prijateljskoj utakmici protiv Katara, 24. siječnja 2000. godine, u Dohi (2:0).

## Trenerska karijera
Nakon prestanka igranja ostao je u nogometu u svojstvu nogometnog trenera i bio je trener u Nogometnoj školi Hitrec-Kacijan GNK Dinama. Nakon što je njegov sin Alen prešao u redove FC Barcelone, Sejad se s cijelom obitelji preselio u Španjolsku. Trenutačno je trener u Nogometnoj školi NK Inter Zaprešić.

## Obiteljska tradicija
Njegov sin Alen (r. 1996.) danas je hrvatski nogometni reprezentativac, a mlađi sinovi Dino (r. 1998.) i Damir (r. 2005.) također su nogometaši. 

## Priznanja
Dinamo Zagreb
- Prvak Hrvatske (1) : 1992./93.
- Hrvatski nogometni kup (1) : 1994.

## Vanjske poveznice
- Staistika na stranicama Hrvatskog nogometnog saveza
- Statistika na stranicama slovenske Prve lige
- Statistika na stranicama national-football-teams.com